# Misumenops dubius
Misumenops dubius är en spindelart som först beskrevs av Eugen von Keyserling 1880.  Misumenops dubius ingår i släktet Misumenops och familjen krabbspindlar. Inga underarter finns listade i Catalogue of Life.